# Heteromurus gigans
Heteromurus gigans is een springstaartensoort uit de familie van de Entomobryidae. De wetenschappelijke naam van de soort is voor het eerst geldig gepubliceerd in 1979 door Mari-Mutt & Stomp.